# Неонатология
Неонатологията е субспециалност на педиатрията, която се занимава с медицински грижи за новородените, по-специално болните или недоносените. Това е клинично базирана специалност и обикновено се практикува в интензивните неонатологични отделения. Основните пациенти на неонатолозите са болните или изискващи специални медицински грижи бебета, заради тяхната недоносеност, ниско тегло при раждане, вътрематочна ретардация, вродени малформации, сепсис или интрапартална асфиксия.
Въпреки опитите за интензивно обгрижване на бебета в началото на ХХ век, едва през 1960 г. се наблюдава бързо развитие в това направление с появата на механичната вентилация за новородени. Става възможно оцеляването на все по-малки и по-малки бебета. Новородени с тегло 1000 гр. в 27 гестационна седмица имат почти 90% шанс за оцеляване и повечето от тях имат нормално невро-психическо развитие.
Неонатолог е лекар, практикуващ неонатология. Преди това е нужно да получи специалност по педиатрия, курсовете за която в България траят 48 месеца. След това се изисква допълнителна специализация по неонатология (24 месеца за България).